# 97-й армійський корпус (Третій Рейх)
LXXXXVII-й (97-й) армі́йський ко́рпус (нім. LXXXXVII. Armeekorps) — армійський корпус Вермахту за часів Другої світової війни.

## Історія
LXXXXVII-й армійський корпус сформовано 28 вересня 1944 на території Північної Італії.

## Райони бойових дій
- Північна Італія (вересень 1944 — травень 1945).

## Командування

### Командири
- генерал гірсько-піхотних військ Людвіг Кюблер (нім. Ludwig Kübler) (28 вересня 1944 — 8 травня 1945).

## Бойовий склад 97-го армійського корпусу
Формування управління, забезпечення та підтримки
- 497-ме артилерійське командування (Arko 497);
- 497-й корпусний батальйон зв'язку (Korps-Nachrichten-Abteilung 497);

- 71-ша піхотна дивізія (71. Infanterie-Division);
- 237-ма піхотна дивізія (237. Infanterie-Division);
- 188-ма гірсько-піхотна дивізія (188. Gebirgs-Division).

- 162-га піхотна дивізія (162. Infanterie-Division);
- 237-ма піхотна дивізія;
- 188-ма гірсько-піхотна дивізія.

- 162-га піхотна дивізія;
- 237-ма піхотна дивізія;
- 710-та піхотна дивізія (710. Infanterie-Division);
- 188-ма гірсько-піхотна дивізія.

- 237-ма піхотна дивізія;
- 710-та піхотна дивізія;
- 188-ма гірсько-піхотна дивізія.

- 237-ма піхотна дивізія;
- 710-та піхотна дивізія;
- 188-ма гірсько-піхотна дивізія.

- 237-ма піхотна дивізія;
- 188-ма гірсько-піхотна дивізія.

- 237-ма піхотна дивізія;
- 392-га хорватська піхотна дивізія (392. Infanterie-Division);
- 188-ма гірсько-піхотна дивізія.